# Европа (острво)
Острво Европа (фр. Île Europa) је тропско корално острво површине 28 km², које се налази у Мозамбичком каналу тј. Индијском океану, на трећини пута од јужног Мадагаскара према јужном Мозамбику. Острво је посед Француске од 1897. године, али на њега такође право полаже Мадагаскар. Иако ненасељено, острво је део француског административног региона француске јужне и антарктичке земље (фр. Terres australes et antarctiques françaises, TAAF), а Француска одржава константно цивилно и војно присуство на острву још од 1950-их, са задужењем одржавања метеоролошке станице која се налази на самом острву.

## Опис
Острво Европа је величине 6 километара у пречнику, са максималном надморском висином од 6 метара и 22.2 километра обале. Богато је разноврсном и добро очуваном природном вегетацијом и представља рај за бројни животињски свет, а пре свега је познато као омиљено место за размножавање зелених морских корњача. Окружено је коралним плажама и гребенима, те обухвата лагуну мангрова површине 9 km², која је отворена према мору једном страном. На острву не постоје луке или пристаништа, а његова ексклузивна економска зона заузима површину од 127,300 км² и граничи се са зоном Басас да Индија, коралног острва удаљеног око 110 км северо-источно. Ипак, на острву постоји неасфалтирана авионска писта дужине 1,500 метара, изграђена 1973.

## Историја
Иако су острво вероватно приметили морепловци још у XVI веку, име је добило британском броду Европа, који је посетио острво у децембру 1774. године. Рушевине и гробови на острву сведоче о неколико покушаја насељавања оствра између 1860-их и 1920-их година, међутим острво се показало прилично негостољубиво, због недостатка питке воде, те ројева комараца и обиља ајкула које га насељавају.

## Клима
Клима острва је тропска и под утицајем Агуљаске струје, са температуром од углавном преко 30 °C, југоисточним пасатима током зиме и повременим циклонима. Метеоролошка станица бележи сталне податке још од 1951. Годишња количина падавина је ниска (540 мм годишње) и концентрисана је углавном током кишне сезоне, од новембра до маја месеца.
Просечне температуре на острву: 
|                 | јануар | фебруар | март | април | мај | јуни | јули | август | септембар | октобар | новембар | децембар |
| --------------- | ------ | ------- | ---- | ----- | --- | ---- | ---- | ------ | --------- | ------- | -------- | -------- |
| минимално (°C)  | 25     | 25      | 24   | 23    | 21  | 19   | 18   | 18     | 19        | 21      | 22       | 23       |
| максимално (°C) | 31     | 31      | 31   | 29    | 27  | 26   | 25   | 26     | 26        | 28      | 29       | 30       |

## Галерија
- Сателитска слика острва
- Мапа острва
- Плаже на северу острва